# Martin Bollé
Pour les articles homonymes, voir Bollé.
Martin Bollé, né le 8 août 1912 à Vilvorde (Belgique) et mort le 25 août 1968 à Schaerbeek (Bruxelles), est un peintre belge.

## Biographie
Peintre de clowns, danseuses, fleurs, scènes de genre, intérieurs, natures mortes et vues urbaines, Martin Bollé trouve l'inspiration dans le monde des humbles. Sa touche est large et souple. Élève de Constant Pellegrin (nl) et de J. Brouwers à Vilvorde, ainsi qu'à Saint-Luc à Schaerbeek et à l'Académie d'Anvers. Prix Godecharle (1933 et 1935). Effectue alors des voyages d'études aux Pays-Bas et en France, et rencontre aux Pays-Bas Han Van Meegeren, le faussaire de Vermeer. Il fut un ami de Joris De Bruyne (1896-1965).

## Prix
- Prix Godecharle (1932-1934)[réf. nécessaire]
- 1940 : Prix de Rome belge[1]

## Distinction
- Chevalier de l'ordre de Léopold II (en 1948).

## Collections
- Œuvres aux Musées de Bruxelles, Charleroi, Gand et de Schaerbeek.

## Sélection d'œuvres
- Richard Dupierreux, collections de la commune de Schaerbeek.